# Boeing B-17 Flying Fortress
Boeing B-17 Flying Fortress (létající pevnost) byl americký čtyřmotorový dálkový bombardovací letoun vyvinutý ve 30. letech pro Armádní letecký sbor Spojených států amerických (USAAC). Firma Boeing vstoupila do soutěže o zakázku vedle firem Douglas a Martin na stavbu 200 bombardérů s prototypem Model 299/XB-17. Překonal oba konkurenty a také překročil výkonnostní požadavky leteckého sboru, jenže kvůli havárii prototypu Boeing o kontrakt přišel ve prospěch letounu Douglas B-18 Bolo. Nicméně letecké sbory objednaly dalších 13 letounů B-17 pro další zkoušky. Od svého uvedení do služby v roce 1938 se B-17 Flying Fortress postupně vyvinul prostřednictvím četných konstrukčních vylepšeních do mnoha variant a za čtyřmotorovým víceúčelovým B-24 a dvoumotorovým Ju 88 se stal třetím nejprodukovanějším bombardérem všech dob.
B-17 byl primárně nasazen americkým armádním letectvem během denních strategických bombardovacích misí za druhé světové války proti německým průmyslovým a vojenským cílům. Osmá letecká armáda operovala z mnoha letišť ve střední, východní a jižní Anglii, zatímco patnáctá armáda působila v Itálii a doplnila RAF Bomber Command v nočních misích během kombinované bombardovací ofenzivy, aby pomohla zajistit leteckou převahu nad městy, továrnami a bojišti západní Evropy při přípravách invaze do Francie v roce 1944. B-17 se na počátku druhé světové války v menší míře zúčastnily i války v Tichomoří, kde podnikaly nálety na japonské lodě a letiště.
Od svých předválečných počátků armádní letectvo USAAC (od června 1941 USAAF) letadlo propagovalo jako strategickou zbraň; šlo o relativně rychlý, ve velkých výškách operující strategický bombardér s dlouhým doletem s těžkou obrannou výzbrojí na úkor pumového nákladu. Vyvinul si reputaci díky houževnatosti na základě příběhů a fotografií těžce poškozených B-17, které se bezpečně vrátily na základnu. B-17 za druhé světové války svrhly více pum než kterékoli jiné americké letadlo. Z přibližně 1,5 milionu tun pum, které byly na nacistické Německo a jeho okupovaná území shozeny americkými letadly, bylo přes 640 000 tun shozeno z letounů B-17. Kromě bombardovacích úkolů B-17 sloužily také jako transportní, protiponorkové a pátrací a záchranné letouny.
K lednu 2025 zůstávají čtyři letuschopné exempláře. Desítky dalších jsou uskladněny nebo jako statické exponáty. Nejstarší z nich je letoun varianty D, který za války sloužil v Pacifiku a Karibiku.

## Vývoj

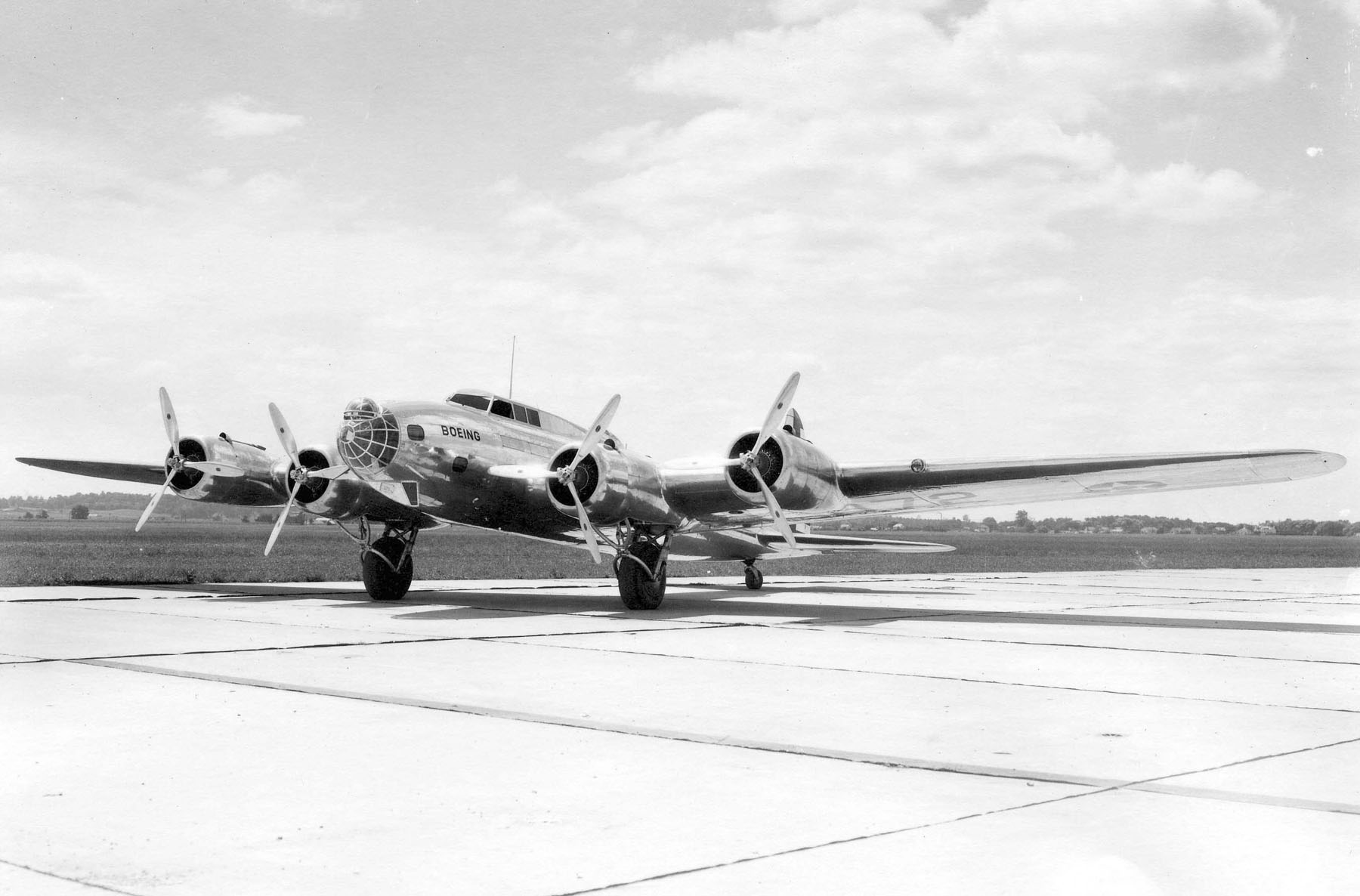
Boeing XB-17 (Model 299)

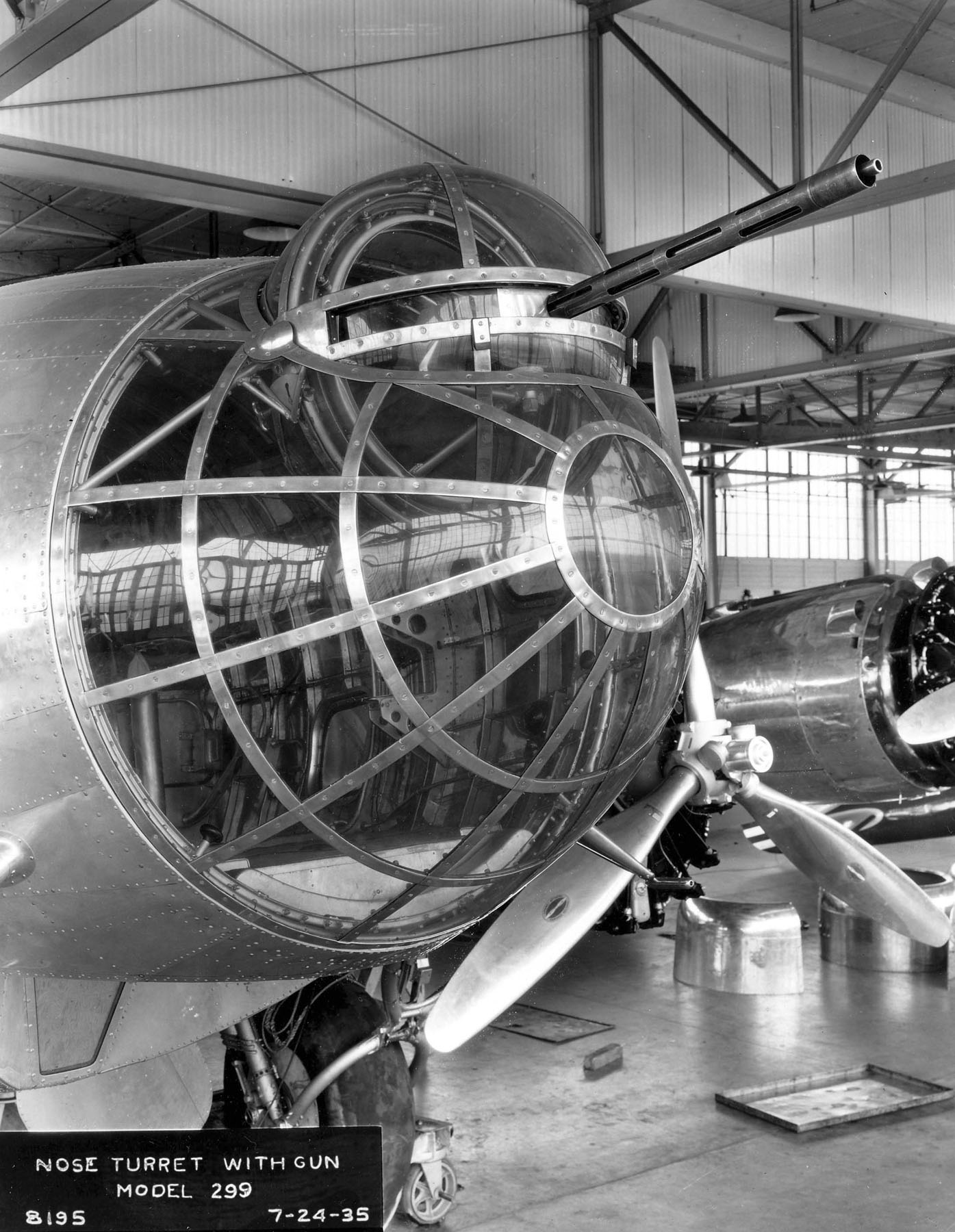
Příď modelu 299

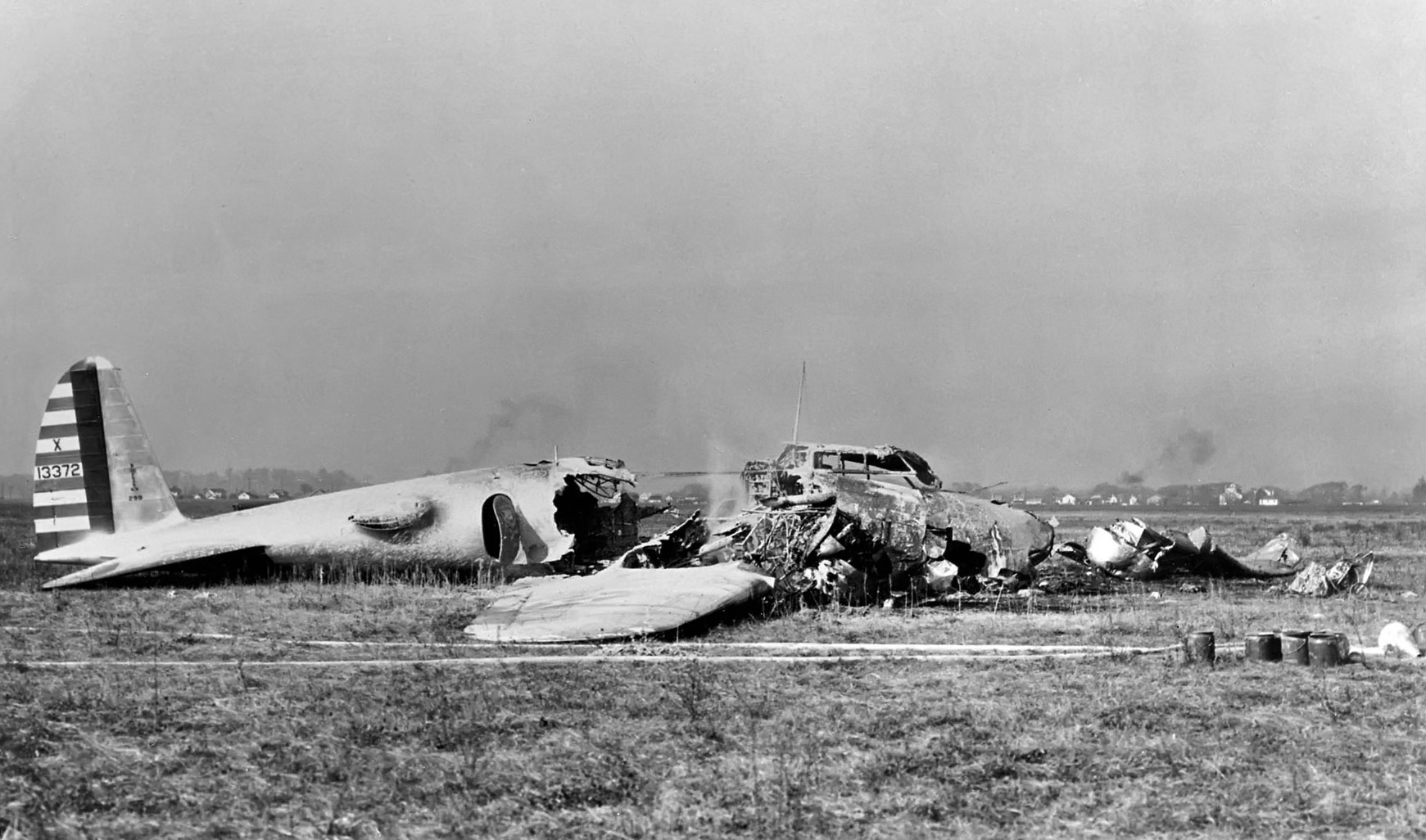
Boeing XB-17 (Model 299) po havárii, 30. říjen 1935

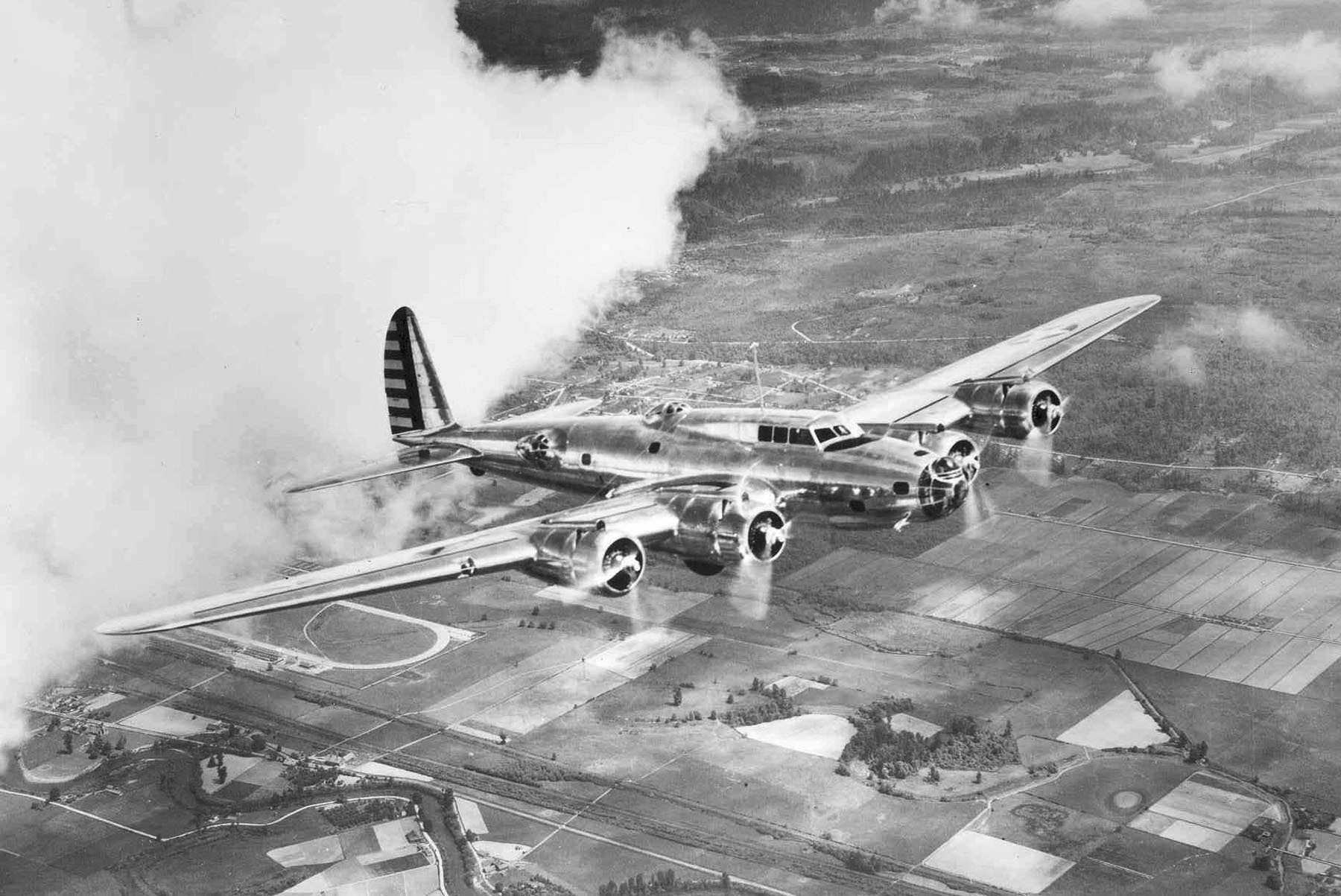
Boeing Y1B-17 během letu, 1937

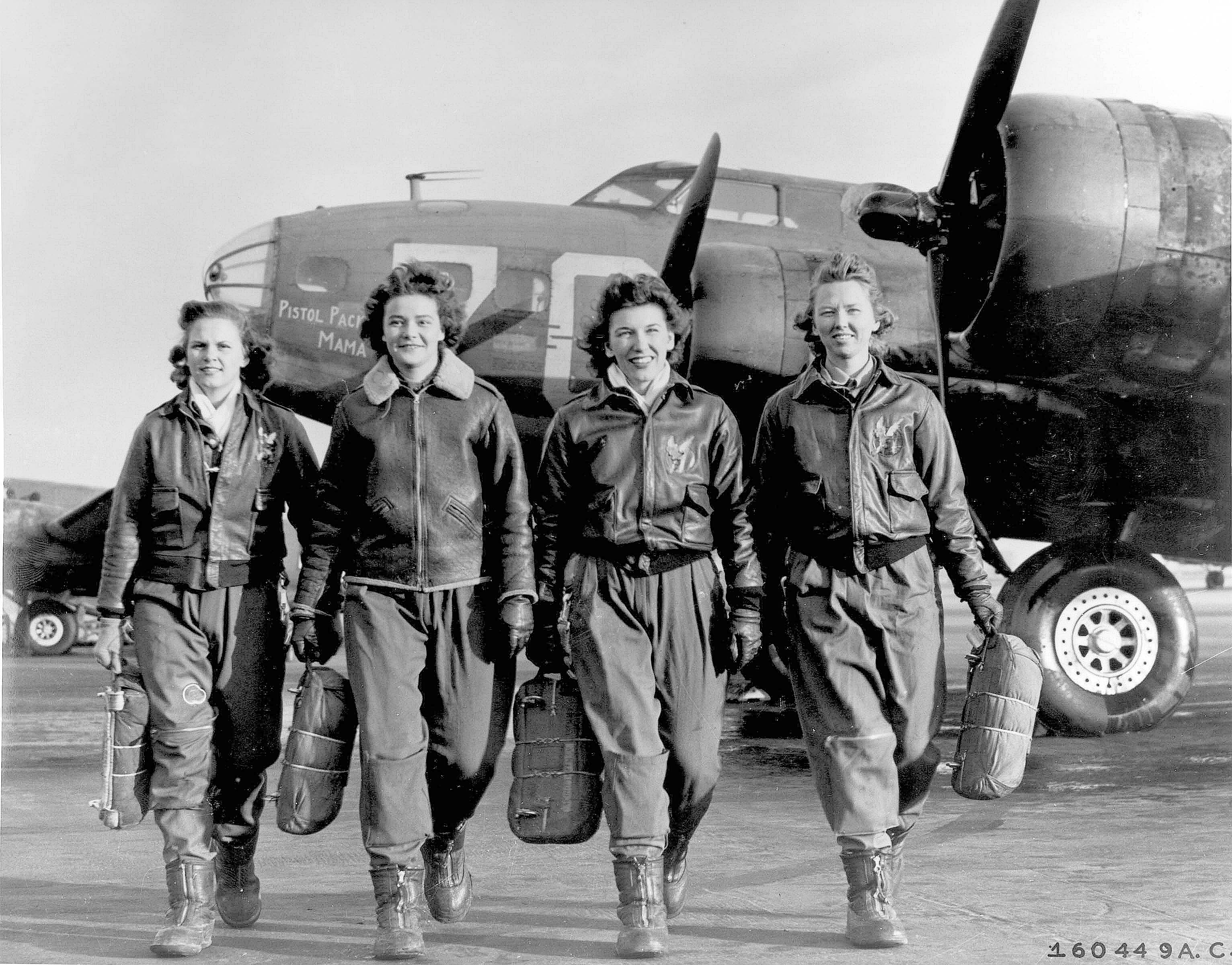
Pilotky po letu s B-17, "Pistol Packin' Mama", na základně Lockbourne AAF v Ohiu během výcviku WASP k přeletům letounů B-17. Zleva Frances Green, Marget Kirchner, Ann Waldner a Blanche Osborn.

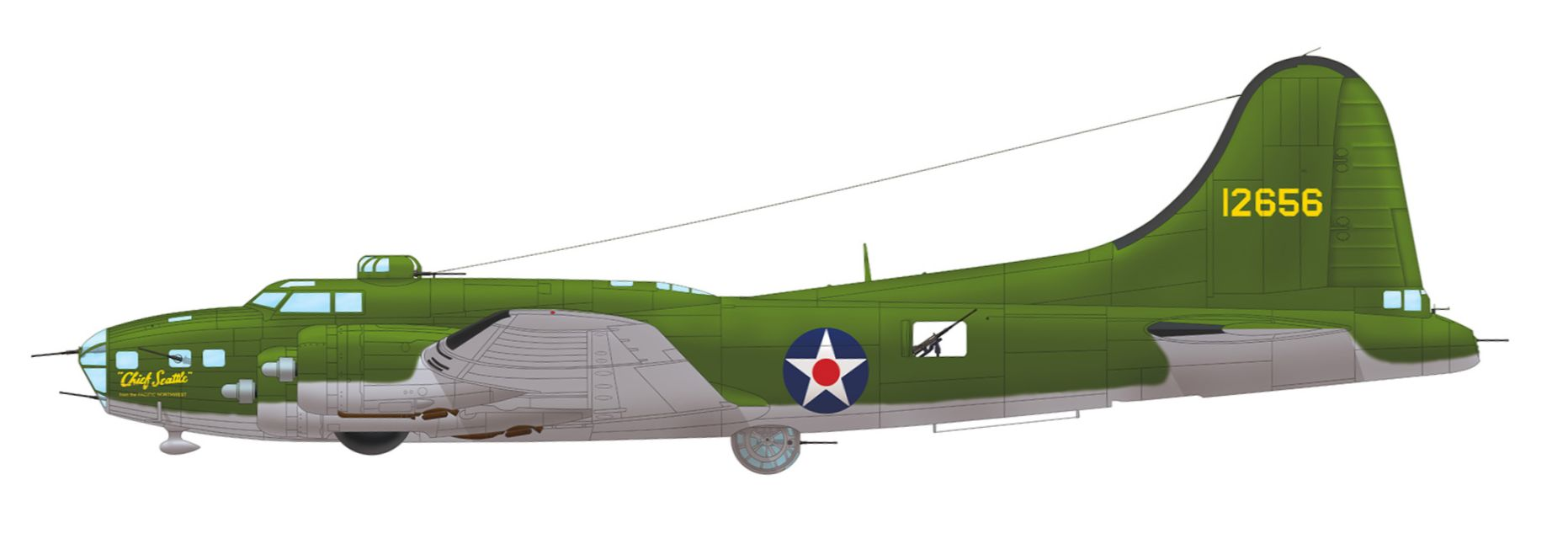
Boeing B-17E Flying Fortress 19. bombardovací skupiny USAAF, který byl ztracen během akce 19. srpna 1942. V březnu 1942 se B-17E ze stavu 19. bombardovací skupiny zapojily do evakuace generála MacArthura do Austrálie

Dne 8. srpna 1934 US Army Air Corps (USAAC) vyhlásil soutěž na výrobu nového těžkého bombardéru, který by nahradil zastarávající typ Martin B-10. Mezi rozhodující požadavky na letoun patřil zejména dostup s plnou zátěží bomb do výše 10 000 stop (3 km) a výdrž alespoň 4 hodiny letu rychlostí 200 mil/h (320 km/h) opět s plnou zátěží bombami. Letectvo také chtělo, ale nežádalo to přímo v podkladech, dolet asi 2 000 mil (3 200 km) a maximální rychlost 250 mil/h (400 km/h). Americké armádní letectvo se v té době pokoušelo podobnými stroji posílit své základny na Havajských ostrovech, v Panamě a na Aljašce. Definitivní rozhodnutí o výběru mělo padnout na Wright Field v Daytonu ve státě Ohio. Do soutěže se kromě Boeingu přihlásily firmy Douglas a Martin se svými stroji Douglas DB-1 a Martin Model 146.
Prototyp Boeingu B-17 byl označen jako Model 299 (později přeznačen na XB-17) a firma ho postavila na vlastní náklady. Na jeho vytvoření se podílel konstrukční tým vedený E. Gifford Emerym a Edwardem Curtisem Wellsem. Nový typ v sobě zkombinoval vlastnosti experimentálního bombardovacího stroje Boeing XB-15 a dopravního Boeing 247. B-17 mohl nést 2 200 kg umístěných v pumovnici za kabinou. Jeho obranu tvořilo původně 5 kulometů Browning ráže 0.30" (7,62 mm). Stroj poháněly hvězdicové motory Pratt & Whitney R-1690-E Hornet, každý o výkonu 750 k (600 kW) s optimálním výkonem v 7 000 stopách (2 100 m). První let prototypu se uskutečnil 28. července 1935 v Seattlu. 20. srpna prototyp přeletěl ze svého domovského letiště v Seattlu na Wright Field za 9 hodin a 3 minuty s průměrnou rychlostí 378 km/h, což bylo podstatně rychleji než u jeho konkurentů. Armáda byla výkonem nového stroje natolik nadšená, že objednala 65 strojů ještě před ukončením soutěže. Jejich názor se však rychle změnil po havárii stroje 30. října, při níž zahynuli dva zkušební piloti. Letectvo následně svou předešlou objednávku zrušilo a požádalo o výrobu 133 strojů Douglas B-18 Bolo.
17. ledna 1936 však letectvo přece jen požádalo o zkušební sérii 13 strojů Y1B-17, na kterých byly kromě mnoha podstatných změn v konstrukci instalovány i výkonnější motory Wright R-1820-39 Cyclone. Těchto 13 strojů bylo postupně zavedeno do zkušebního provozu. 12 z nich v Langley Field ve Virginii a jeden na Wright Field.
14. vyrobený YB-17 (s výrobním číslem 37-369), původně postavený pro pozemní testy pevnosti draku, byl později upraven a byly do něj instalovány turbokompresory. První let tohoto upraveného stroje se uskutečnil kvůli problémům s jejich instalací až 29. dubna 1938. Modifikace na tomto prototypu stály firmu Boeing 100 000 dolarů a pokračovaly až do roku 1939, kdy byly s konečnou platností ukončeny. Upravený stroj měl větší dostup a dolet. Stroj byl předán armádě 31. ledna 1939 a byl označen jako B-17A. Byla to první operačně nasazená varianta stroje B-17.
V červnu 1939 poprvé vzlétl první B-17B, vybavený již zaměřovačem pum společnosti Norden s gyroskopickým stabilizačním systémem. Do března 1940 bylo vyrobeno celkem 39 „béček“.
Dalších 38 letounů bylo zkonstruováno ve variantě B-17C, které měly navíc střelecké stanoviště v protáhlém výstupku pod trupem a samosvorné palivové nádrže. Pohon zajišťovala čtveřice motorů Wright GR-1820-65 Cyclone o výkonu po 883 kW.
Další, pouze mírně upravená, byla varianta B-17D. Ze 60 strojů vzniklo 18 přestavbou z B-17C.
5. září 1941 byla zalétána varianta B-17E, poháněná čtveřicí motorů Wright R-1820-65 Cyclone o výkonu po 882 kW s turbokompresory. Záď stroje byla vybavena novým střelištěm s dvojkulometem Browning ráže 12,7 mm, ocasní plochy byly zvětšeny a bylo rovněž zdokonaleno pancéřování prostorů osádky. Další dvojkulomet byl umístěn v elektricky ovládané hřbetní střelecké věži Sperry za pilotní kabinou, další střelecká věž byla pod trupem za křídlem, zaměřovaná periskopem. Další obranná výzbroj byla umístěna v bočních střelištích v trupu mezi křídly a vodorovnou ocasní plochou s jedním kulometem na každé straně. Radista měl ve své kabině pod hřbetním prosazením jeden pohyblivý kulomet 7,62 mm a stejné dvě zbraně byly v přídi trupu v kloubových závěsech. Celková produkce dosáhla počtu 512 kusů, z nichž prvních 112 mělo pod trupem kulometnou věž s periskopickým zaměřováním, u dalších byla zavedena nová elektricky ovládaná věž Sperry.
První bojové operace B-17E vedly k řadě úprav, jejichž účelem bylo zlepšení aktivní i pasivní obrany. Příď letounu obdržela nové zasklení z jednoho kusu plexiskla a byla vyzbrojena dvěma kulomety 12,7 mm po jednom v každém boku. Později k nim přibyl třetí nad pumovým zaměřovačem Norden. Kulomet radisty byl nahrazen zbraní ráže 12,7 mm a pancéřová ochrana se rozšířila na 27 dílů. Tyto změny byly aplikovány u nové varianty B-17F, jejíž první prototyp XB-17F byl zalétán 30. května 1941. Montáž strojů byla realizována v továrnách Boeing v Seattlu (B-17F-BO, 2305 kusů), Douglas Aircraft v Long Beach (B-17F-DL, 605 kusů) a Lockheed-Vega v Burbanku (B-17F-VE, 500 strojů). 19 kusů B-17E, které převzalo RAF v rámci zákona o půjčce a pronájmu, bylo dodáno jako Fortress Mk.II, zatímco 45 kusů B-17F dostalo označení Fortress Mk.IIA
Z verze B-17F vzniklo konstrukční úpravou 25 kusů BQ-7 na bezpilotní bombardovací prostředky. V roce 1944 byly několikrát nasazeny ze základen v Británii při náletu na zvlášť tvrdě bráněné cíle, jako byly ponorkové základny.
Jako prostředek pro lepší obranu bombardovacích svazů B-17 bylo zkonstruováno 20 kusů eskortních letounů YB-40, postavených podle prototypu XB-40 společností Douglas v Tulse. Společně se čtveřicí cvičných TB-40 se od B-17F odlišovaly další střeleckou věží na hřbetě trupu nad prostorem radisty. Celkem nesly 14 zbraní ráže 12,7 mm, pro které bylo určeno až 17 265 nábojů. Pumová výzbroj nebyla nesena.
Od května 1943 byl zkoušen prototyp XB-38 se čtyřmi řadovými motory Allison V-1710-89 o výkonu po 1055 kW. Vývoj byl ukončen po havárii stroje v červnu.
U verze B-17G z července 1943 byla zavedena příďová střelecká věž a okna bočních střelišť za křídlem byla navzájem přesazena, aby si střelci přestali překážet. Ocasní střeliště bylo zkráceno a vybaveno reflexním zaměřovačem. Vzniklo celkem 4025 letounů -BO, 2250 -VE a 2395 -DL. 85 odebraných B-17G Velkou Británií bylo v RAF označeno Fortress Mk.III.
Různě upravené B-17E a B-17G, označené XC-108 až XC-108B, byly určeny pro dopravu osob nebo nákladů. Jeden z nich používal jako osobní stroj Douglas MacArthur. F-9 až F-9C byly fotografické průzkumné letouny vybavené sadou kamer. Dalších 48 překonstruovaných strojů B-17F a B-17G bylo pod označením PB-1 určeno pro námořní průzkum. Z 12 strojů B-17G vznikla úpravou v roce 1945 varianta B-17H pro námořní záchrannou službu s podvěšeným člunem.
Dne 13. dubna 1945 byl armádnímu letectvu dodán poslední letoun B-17 (sériové číslo 43-39508) vyrobený v mateřském závodu Boeing Plant 2 v Seattlu. Dokončen byl o čtyři dny dříve. Poslední vyrobený letoun B-17 opustil linky Lockheed-Vega 29. července 1945.
DB-17P byly stroje upravené po válce pro dálkově řízené terčové letouny bez osádky QB-17L a QB-17N ze strojů verze G. Označení PB-1G pak neslo 17 kusů určených pro pobřežní hlídkovou službu, z nichž poslední provedl operační let 14. října 1959. 31 letounů PB-1W bylo vybaveno velkým radiolokátorem pro vyhledávání ponorek.
Další poválečnou variantou B-17 byly stroje označené Boeing Model 299-Z, které sloužily pro zkoušky turbovrtulových motorů instalovaných v přídi a Boeing Model 299-AB byl luxusní civilní dopravní letoun používaný dopravcem TWA.

## Bojové nasazení

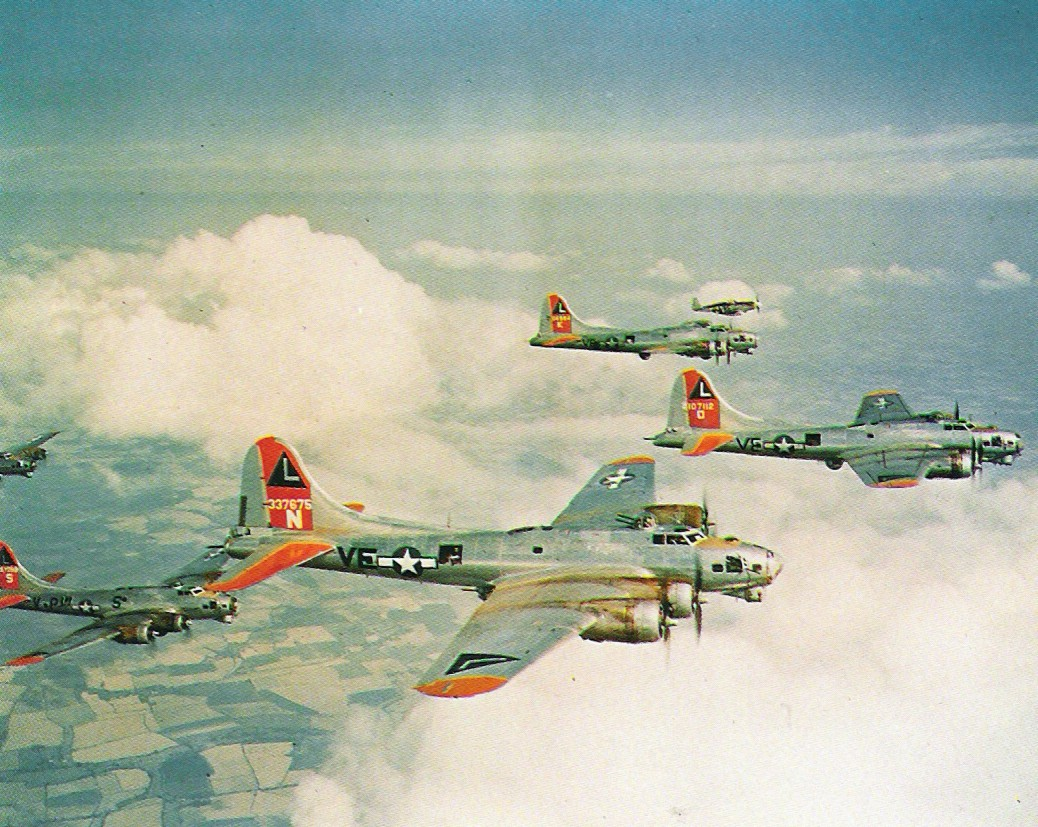
Boeingy B-17G Flying Fortress 381. bombardovací skupiny letící ve formaci na cestě k cíli, 1944

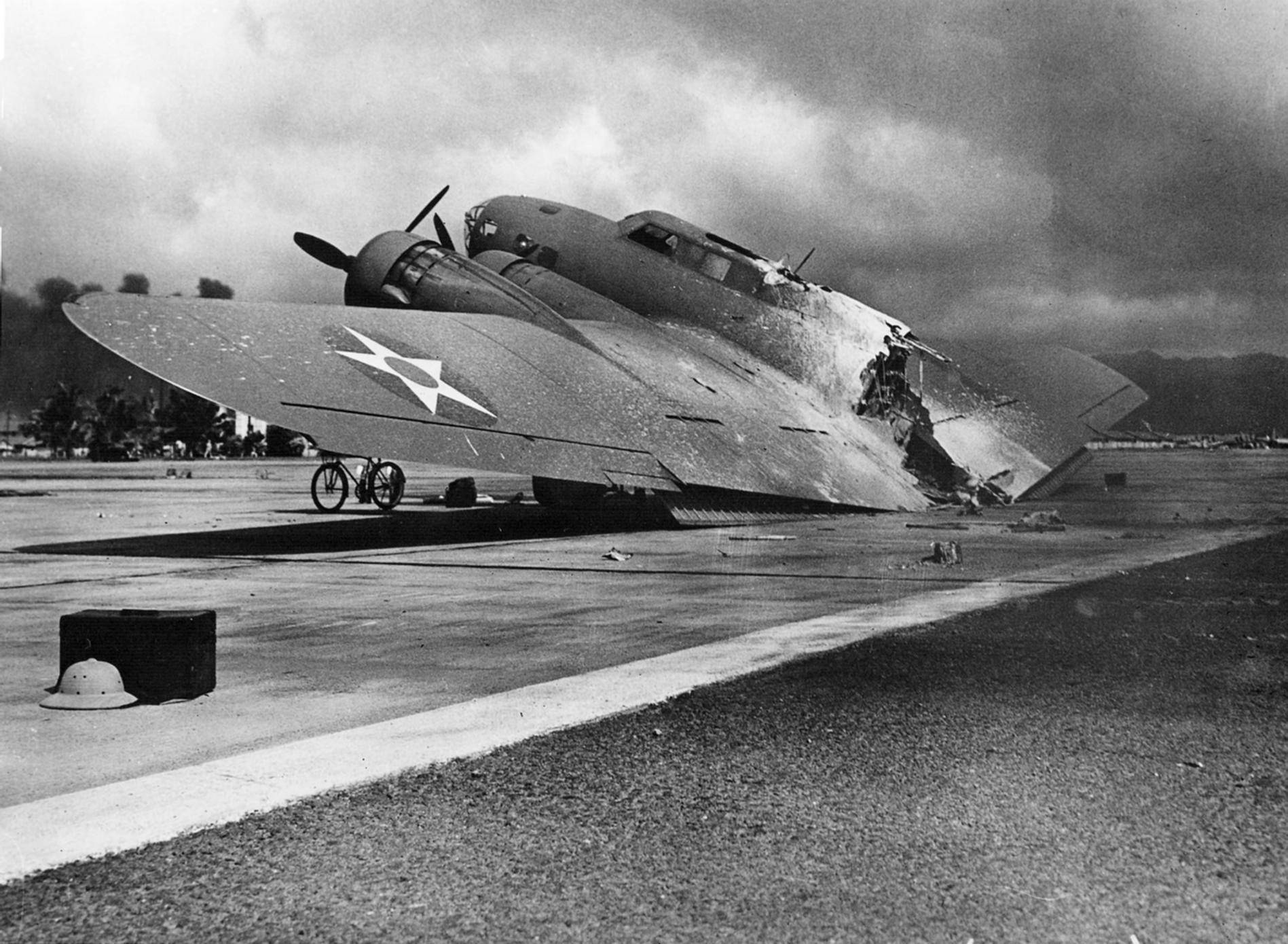
B-17C AAF S/N 40-2074 na Hickam Field na Havaji 7. prosince 1941, v době útoku na Pearl Harbor. Požár zachvátil letoun během přistávání po útoku A6M2. Jeden člen posádky přišel o život

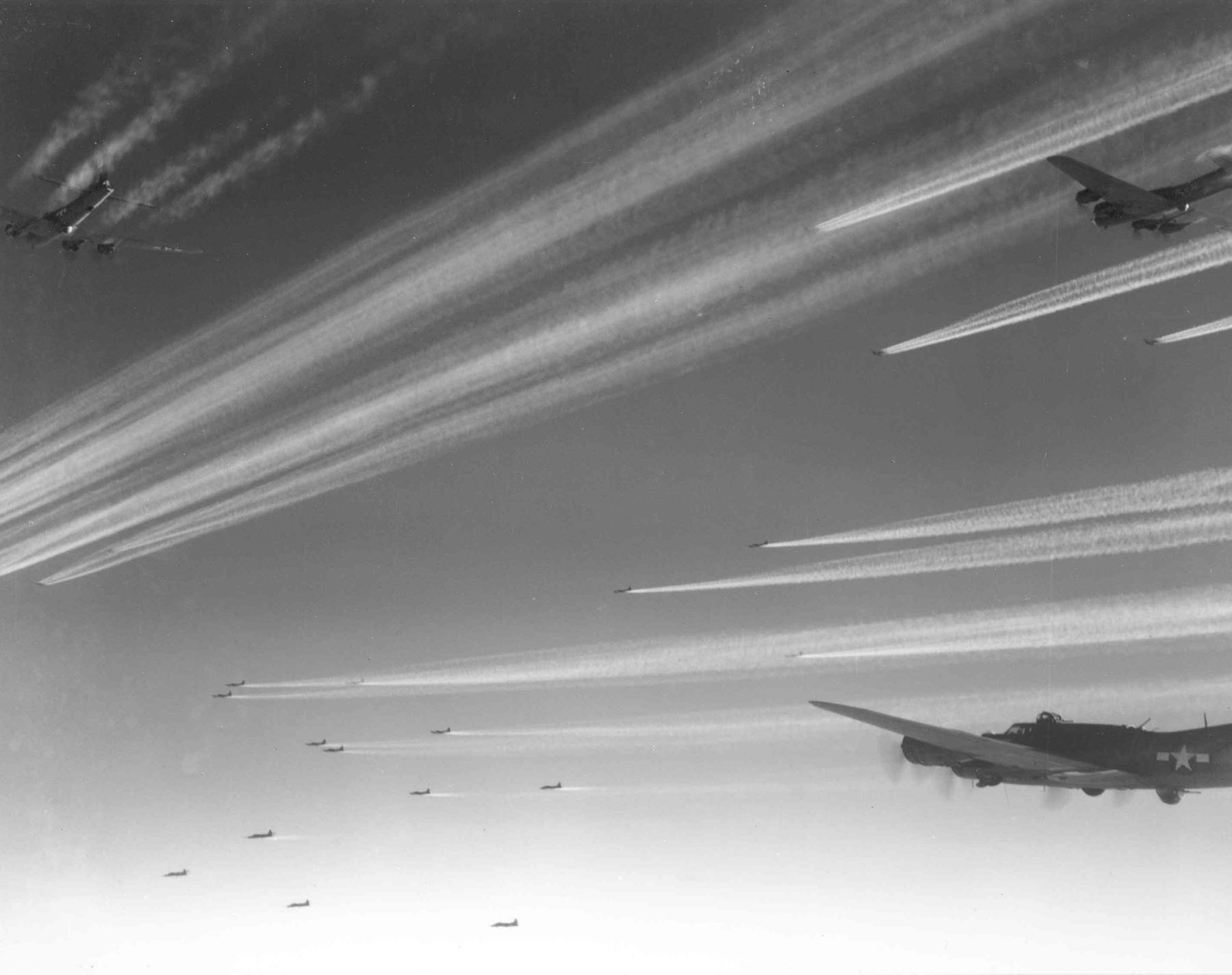
Boeingy B-17F Flying Fortress 92. bombardovací skupiny letí ve formaci, 1943

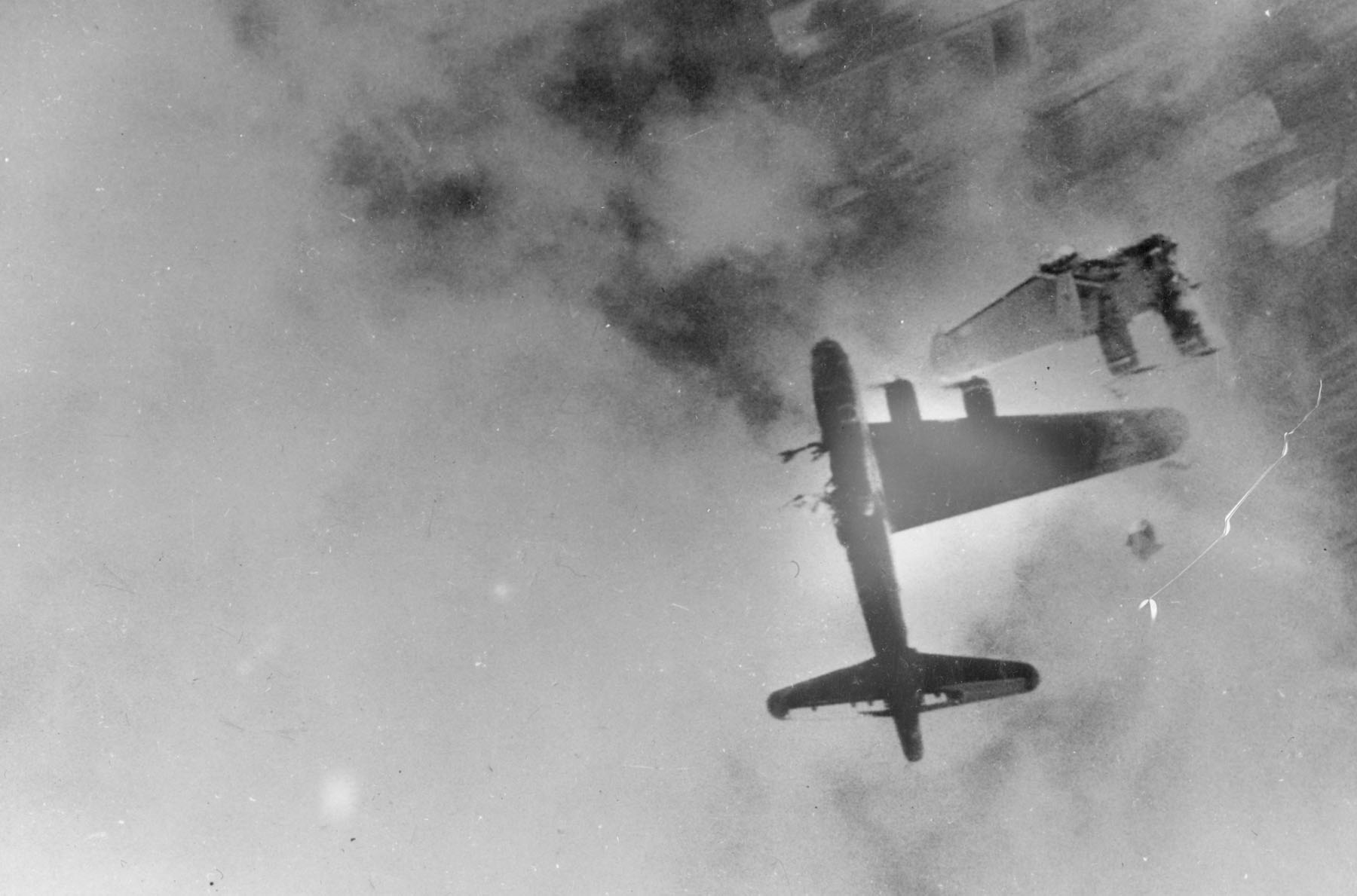
B-17G-15-BO "Wee Willie", 322d BS, 91st BG po přímém zásahu z flaku na své 128. misi

Od jara 1941 začaly dodávky B-17C pro RAF, v britském letectvu označovány Fortress Mk.I a byla jimi postupně vyzbrojena 90. squadrona v Raynhamu. První operační nasazení proběhlo 8. července 1941, kdy z letiště RAF Watton odstartovaly tři stroje napadnout za denního světla Wilhelmshaven z výšky 30 000 stop. Dva letouny cíle dosáhly, jeden kvůli problémům s motory zamířil na záložní cíl. Všechny se v pořádku vrátily na základnu. Od podzimu 1941 operovala v Egyptě také 220. squadrona se čtyřmi Fortressy Mk.I.
Po vstupu USA do války byly B-17 nasazené primárně pro denní nálety nad okupovanou Evropu, jejich hlavním cílem se staly německé průmyslové oblasti a města. Tyto nálety měla zajišťovat americká 8. letecká armáda v Spojeném království a 15. letecká armáda v Itálii. Jejich činnost se doplňovala s akcemi britského Bomber Command, které operovalo svými těžkými bombardéry zejména v noci. Stroje B-17 se zúčastnily operace Pointblank, která měla zajistit leteckou nadvládu Spojenců na nebi západní Evropy, a připravit půdu pro operaci Overlord.
B-17E však byly nasazeny od prosince 1941 v menší míře i v Pacifiku u 7. a 19. bombardovací skupiny. Ve Velké Británii byly B-17E poprvé dislokovány 1. července 1942 u 8. letecké armády USAAF. První nálet provedlo 12 strojů za dne na Rouen, následně pak pokračovaly v omezené denní bombardovací ofenzivě až do podzimu 1942, kdy byly staženy do Afriky v souvislosti se spojeneckým vyloděním v této oblasti.
B-17F se na počátku roku 1943 účastnily akcí v severní Africe, kde se později staly výzbrojí nově vzniklé 15. letecké armády. Zařazeny byly také u 8. letecké armády na základnách ve Velké Británii, odkud provedly první americký nálet na německé území 27. ledna 1943 na Wilhelmshaven.
B-17G převzala první jednotka v listopadu 1943 a od tohoto data se postupně stávaly hlavní výzbrojí bombardovacích skupin 8. a 15. armády. Poslední skupina B-17G byla v Británii uvedena do služby v dubnu 1944.
Tato letadla přistála v roce 1944, během SNP i na slovenském letišti Tri Duby s americkou vojenskou misí a nákladem zbraní. O těchto událostech a historii mluví také dokumentární film Muži z B-17 z roku 1991.
Podle předválečné koncepce amerického letectva byl B-17 strategickou zbraní; se svým velkým dostupem a doletem, schopný způsobit velké škody hluboko v nepřátelském týlu a navíc vysokou mírou pasivní ochrany. Mezi největší kvality stroje, které si pochvalovali zejména jejich posádky, patřila jeho výdrž a konstrukční pevnost, která umožňovala snést velké bojové poškození, nouzové přistání "na břiše", či schopnost letu pouze s jedním funkčním motorem. To způsobilo, že přesto, že byl stroj srovnatelný s bombardérem B-24 Liberator, letci 8. letecké armády obecně více oblíbili B-17.

### Luftwaffe
V rámci bojového nasazení nad Evropou se stávalo, že stroje musely nouzově přistát kvůli poškození. Němci ukořistěné B-17 prozkoumali, zmapovali jejich silné a slabé stránky a získané informace použili ke školení stíhacích pilotů. Jednalo se přibližně o 40 letounů, ze kterých bylo asi 12 opraveno a zařazeno do služeb letectva pod názvem Dornier Do 200. Tyto stroje byly předány zvláštní skupině Kampfgeschwader 200 pro provádění speciálních operací (např. dalekonosný průzkum v Severní Africe a na Středním východě). Jeden z těchto Boeingů byl internován ve Španělsku, když 27. června 1944 přistál na letišti ve Valencii a zůstal zde až do konce války. Většina B-17 nebyla nějak maskována a používaly nátěr a symboly německé Luftwaffe včetně hákových křížů.

### Japonskem ukořistěné stroje

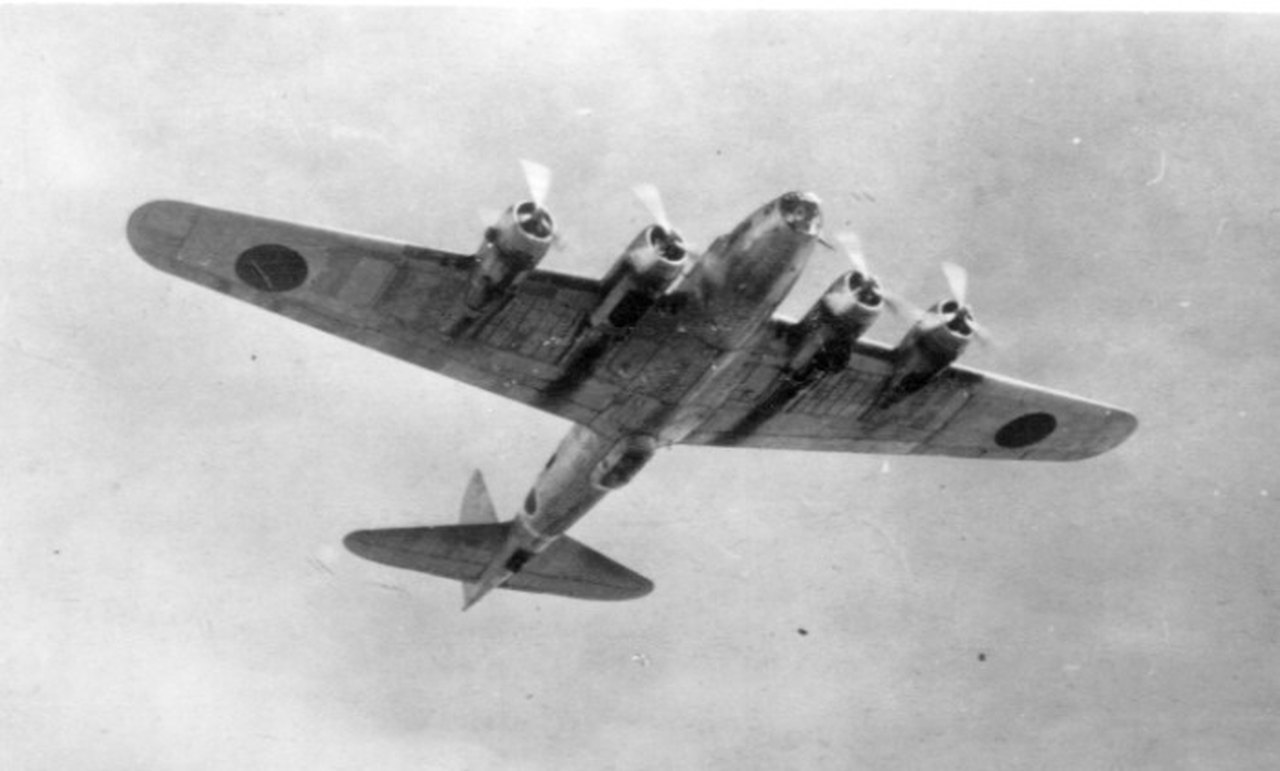
Japonci ukořistěný stroj B-17D

Japoncům se podařilo na Filipínách a v Nizozemské východní Indii zajistit tři poškozené B-17 (jeden verze „D“ a dva „E“) a letecky přepravit do Japonska na rozsáhlé technické zhodnocení. Japonské letectvo použilo B-17D a B-17E k vývoji účinné proti-taktiky, stejně jako Němci. Stroje dostaly označení Tachikawa 105, podstoupily řadu dalších měření a testů a objevily se v několika propagandistických filmech. Po válce byly pravděpodobně sešrotovány.

### Sověty zabavené stroje
Američané výslovně odmítli Sovětům poskytovat bombardéry B-17 v rámci smlouvy o půjčce a pronájmu. Nicméně 73 letadel, která byla během náletů na Poltavu poškozena nebo musela nouzově přistát v SSSR a následně byla zabavena. Sověti uvedli 23 strojů do původního stavu a zařadili je k 890. bombardovacímu pluku, jenž byl součástí 45. gomělské divize dálkového letectva, ale válka skončila dříve, než mohly být nasazeny v boji.

### Izrael
Po vyhlášení nezávislosti stát Izrael v USA zakoupil od soukromých vlastníků čtyři demilitarizované exempláře B-17G, oficiálně jako transportní letouny, ale vzhledem ke zbraňovému embargu byl přes to jeden z nich během předávacího letu zadržen na Azorách. Zbývající tři stroje podstoupily na žateckém letišti v tehdejším Československu improvizované úpravy do bojeschopného stavu a 15. července 1948 odtud přelétly do Izraele, kde byly v řadách 69. peruti nasazeny v probíhajícím konfliktu, včetně odvetných náletů na Káhiru. První bombardování egyptského území provedly již během přeletu z letiště Žatec na základnu Ekron. Později byly užívány jako námořní hlídkové letouny a nejméně jeden z nich byl vybaven protilodním radarem. Dva zbývající letouny se omezených bojových akcí účastnily ještě v době sinajské války a definitivně vyřazeny byly až v roce 1958.

## Varianty
B-17D
B-17E
B-17F
B-17G

## Produkce[14]
| Verze     | Boing, Seattle, WA | Douglas, Long Beach, CA | Vega, Burgank, CA |
| --------- | ------------------ | ----------------------- | ----------------- |
| Model 299 | 1                  |                         |                   |
| Y1B-17    | 13                 |                         |                   |
| B-17A     | 1                  |                         |                   |
| B-17B     | 39                 |                         |                   |
| B-17C     | 38                 |                         |                   |
| B-17D     | 42                 |                         |                   |
| B-17E     | 512                |                         |                   |
| B-17F     | 2300               | 605                     | 500               |
| B-17G     | 4035               | 2395                    | 2250              |

## Uživatelé

### Vojenští uživatelé
- Brazílie

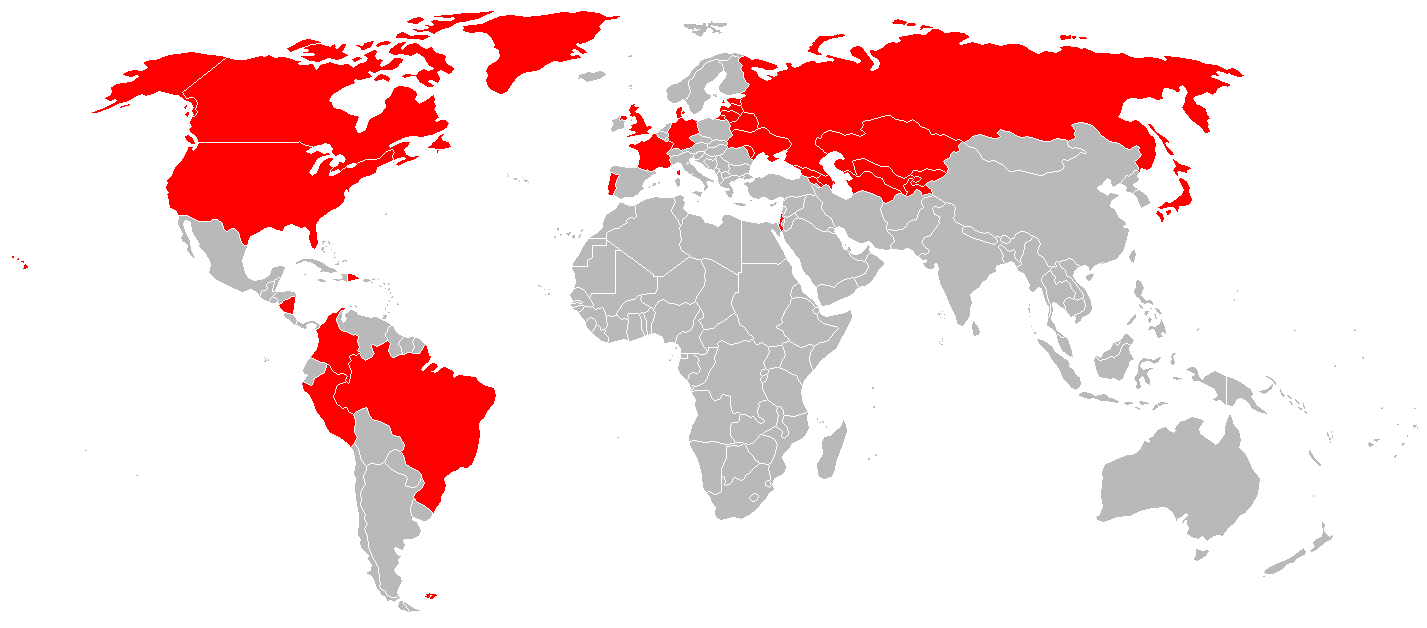
Vojenští uživatelé B-17

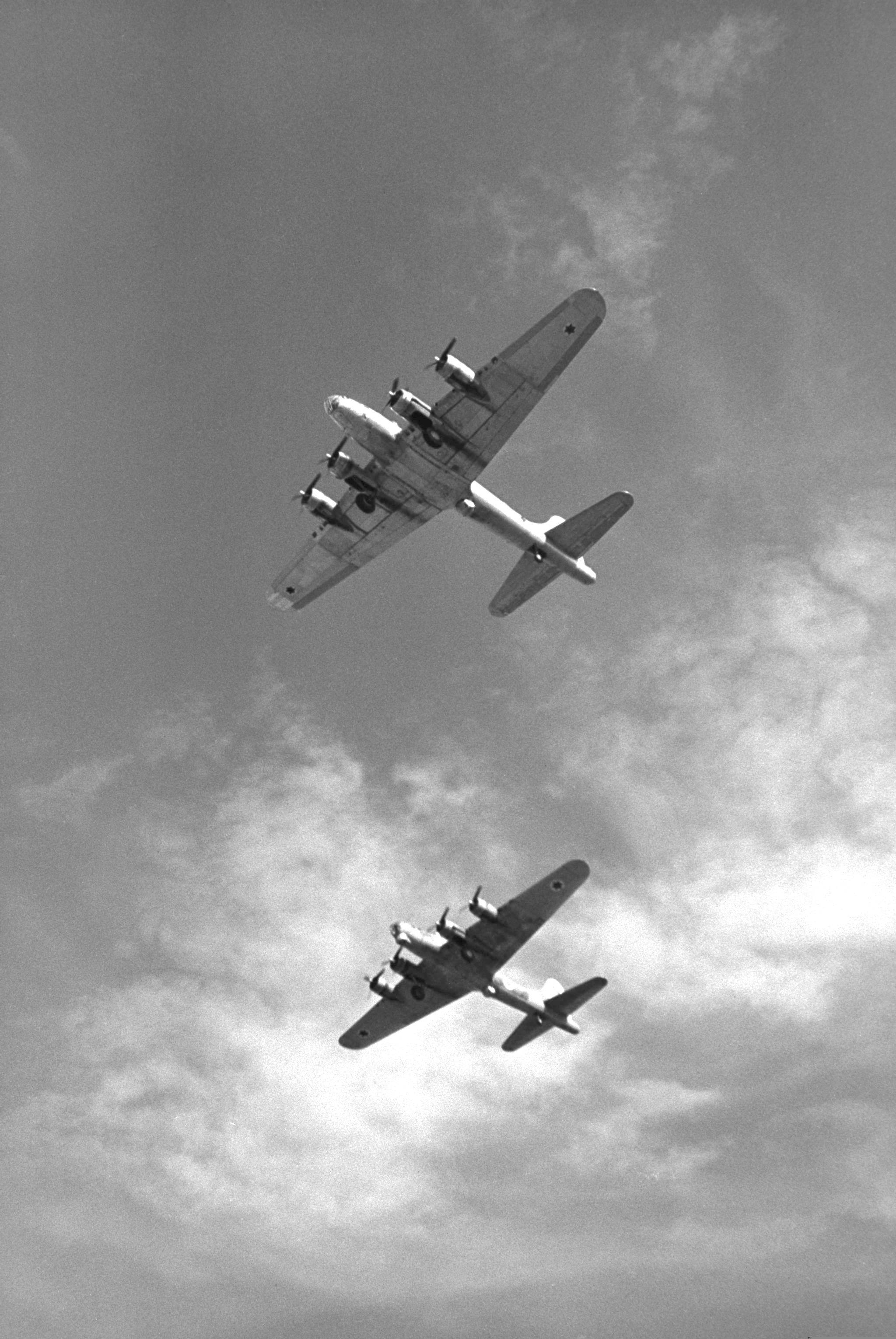
Dvojice izraelských B-17G, 1953

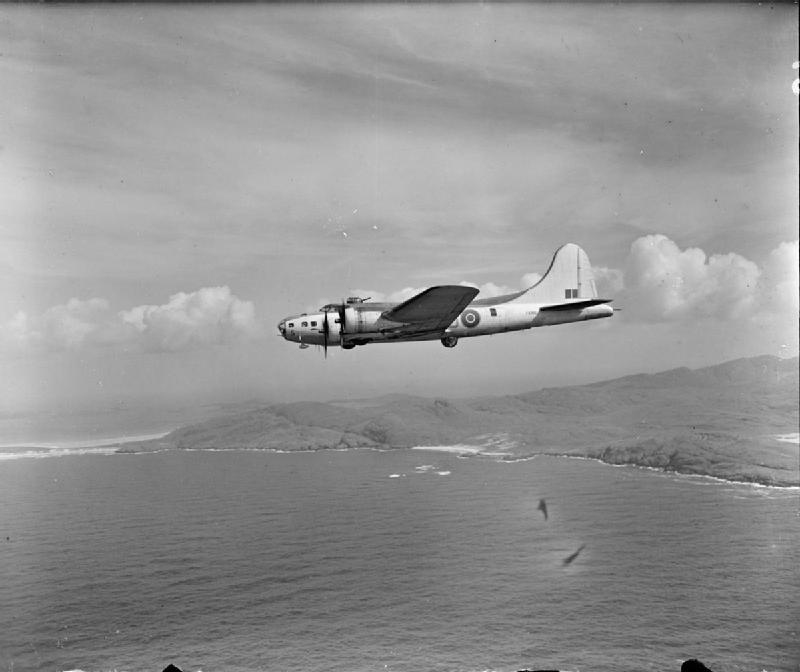
Hlídkový Fortress IIA RAF

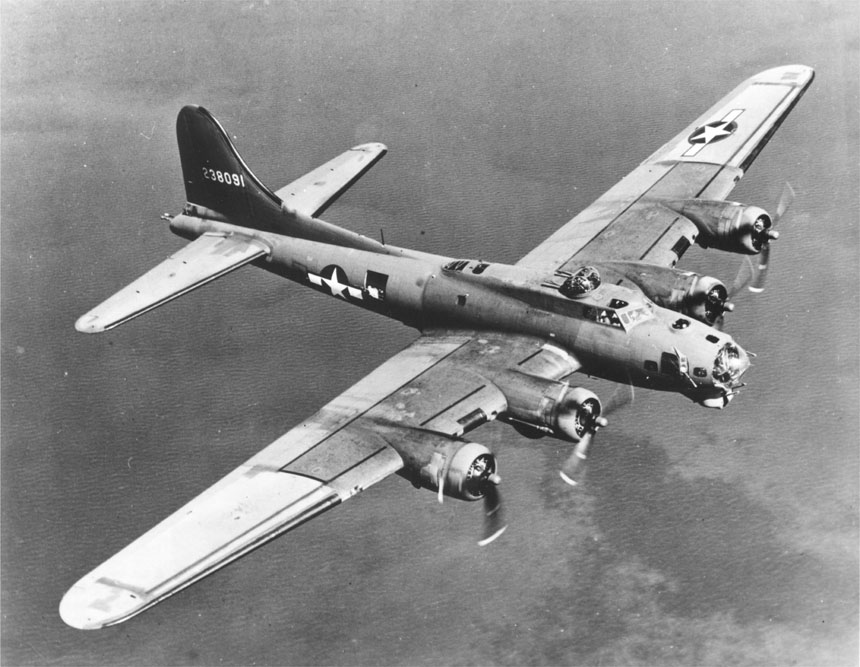
TB-17G-30DL 42-38091 na cestě s pumami

  - Brazilské letectvo (13 kusů používaných jako průzkumné a záchranné)
- Čínská republika
  - Letectvo Čínské republiky (upraveny na průzkumné)
- Dánsko (1 kus, postupně užívaný armádním a námořním letectvem)
  - Dánské armádní letectvo
  - Dánské královské námořnictvo
- Dominikánská republika
  - Dominikánské letectvo (2 × B-17G)
- Francie
  - Armée de l'air (1 × B-17F jako dopravní pro generála Marie Pierre Kœniga)
- Izrael
  - Izraelské vojenské letectvo (3 × B-17G)
    - Tajeset 69
- Japonské císařství
  - Japonské císařské armádní letectvo (ukořistěné exempláře)
- Kanada
  - Royal Canadian Air Force (3 B-17E a 3 B-17F užívané pro transport pošty přes Atlantik.)
- Kolumbie
  - Kolumbijské letectvo
- Německá říše
  - Luftwaffe (opravené ukořistěné exempláře)
    - Kampfgeschwader 200
- Nikaragua
  - Nikaragujské letectvo
- Portugalsko
  - Portugalské letectvo (5 × SB-17G v roli SAR)
- Sovětský svaz
  - Sovětské letectvo (restaurovány z poškozených strojů nalezených na okupovaných územích)
- Spojené království
  - Royal Air Force (20 ks B-17C Fortress I, 19 × B-17E Fortress II, 45 × B-17F Fortress IIA a 85 × B-17G Fortress III - po počátečním neúspěchu v roli denního bombardéru nasazeny jako námořní hlídkové a stroje REB)
- Spojené státy americké
  - United States Army Air Corps
  - United States Army Air Forces
  - United States Air Force (jen transportní a pomocné role)
  - United States Navy (B-17E/F/PB-1W)
  - United States Coast Guard (PB-1G)

### Civilní uživatelé
- Bolívie

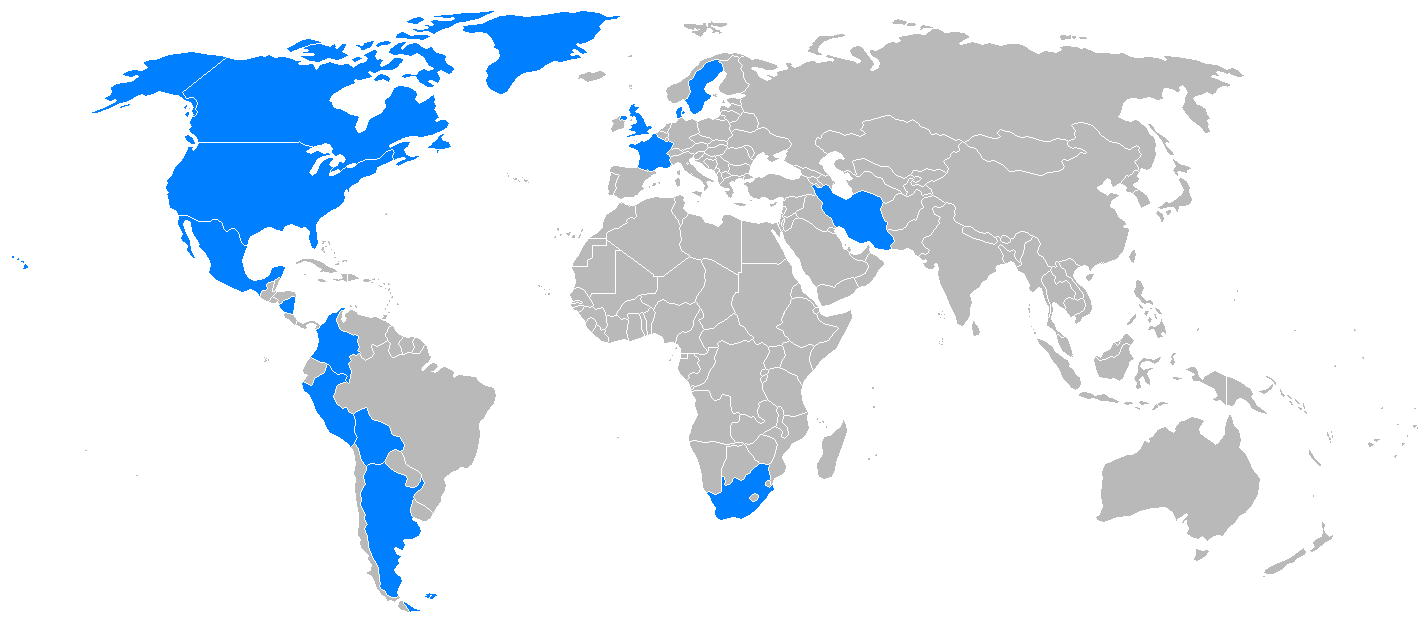
Civilní provozovatelé B-17

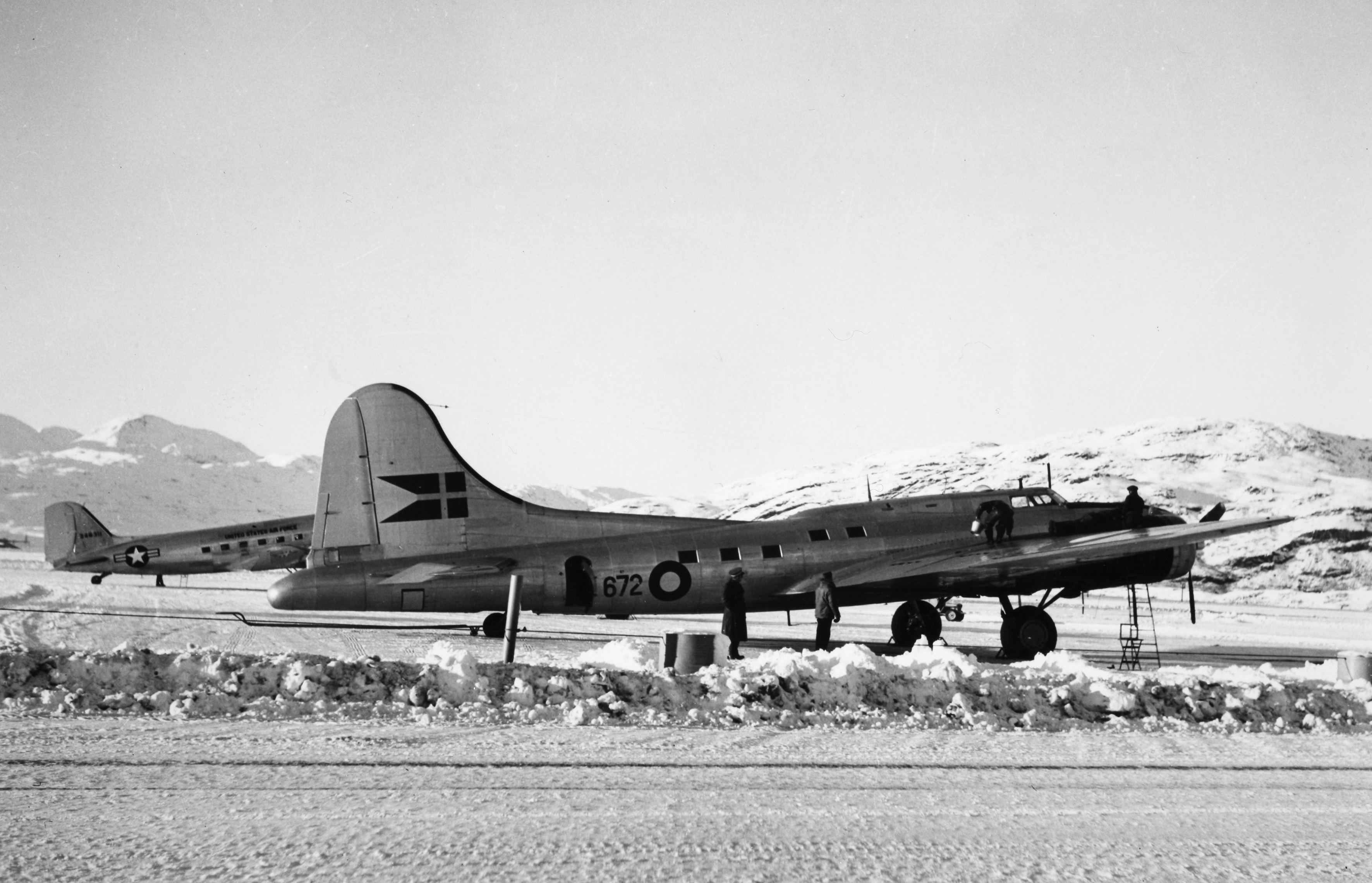
Švédský dopravní B-17.

  - 25 kusů u různých civilních provozovatelů
- Dánsko
  - Det Danske Luftfartselskab (2 kusy, 1 později předán armádnímu letectvu)
- Francie
  - Institut Géographique National (14 kusů užívaných pro fotogrammetrii)
- Íránské císařství
  - osobní stroj íránského šáha Muhammada Rezá Pahlaví
- Jihoafrická republika
  - jeden ze strojů Institut Géographique National byl v letech 1965-1966 dočasně registrován jako ZS-EEC a používán k mapování jižní Afriky
- Kanada
  - Kenting Aviation
- Spojené království
  - 2 veteráni s imatrikulací G-BEDF a G-FORT
- Spojené státy americké
  - Trans World Airlines (1 vyřazený B-17G užívaný při vytyčování linek na Středním východě, v roce 1947 darovaný íránskému šáhovi)
  - Aero Union - od roku 1961 jako hasicí letadlo
- Švédsko
  - ABA (9 kusů internovaných za války a přestavěných firmou SAAB na dopravní)

## Hlavní technické údaje
B-17 je čtyřmotorový samonosný dolnoplošník s 10člennou posádkou. Kovová kostra křídel a ocasních ploch je potažena duralem, krycí plechy jsou také duralové. Hvězdicové motory pohánějí 3listé nastavitelné vrtule. Podvozek je zatahovací, hlavní podvozkové nohy se zatahovaly do vnitřních motorových gondol, zadní kolo do trupu.

## Specifikace (B-17F Flying Fortress)

### Technické údaje
- Posádka: 10
- Délka: 22,78 m
- Rozpětí: 31,93 m
- Výška: 5,82 m
- Nosná plocha: 131,92 m²
- Hmotnost (prázdný): 16 206 kg
- Hmotnost (vzletová): 25 628 kg
- Pohonná jednotka: 4× hvězdicový devítiválcový motor Wright R-1820-97 „Cyclone“, každý o výkonu 895 kW

### Výkony
- Maximální rychlost: 523 km/h (ve výšce 7 620 m)
- Cestovní rychlost: 360 km/h (ve výšce 4 570 m)
- Dostup: 11 430 m
- Dolet: maximální dolet 7 113 km s přídavnými nádržemi; běžný dolet 2 575 km s nákladem 2 722 kg pum

### Výzbroj
- 13 × pohyblivý kulomet M2 Browning ráže 12,7 mm
- 7 983 kg pum v trupové pumovnici (kapacita 4 355 kg – zpravidla šest 726 kg pum, nebo osm 454 kg pum, nebo šestnáct 227 kg pum) a dvě 1 814 kg pumy na vnějších závěsech

## Specifikace (B-17G Flying Fortress)

### Technické údaje
- Posádka: 10
- Délka: 22,78 m nebo 22,66 m s věží „Cheyenne“
- Rozpětí: 31,93 m
- Výška: 5,82 m
- Nosná plocha: 131,92 m²
- Hmotnost (prázdný): 20 212 kg
- Hmotnost (vzletová): 32 659 kg
- Pohonná jednotka: 4× hvězdicový motor Wright R-1820-97 „Cyclone“, každý o výkonu 895 kW

### Výkony
- Maximální rychlost: 486 km/h (ve výšce 7 620 m)
- Cestovní rychlost: 462 km/h (ve výšce 7 620 m)
- Dostup: 10 850 m
- Dolet: maximální dolet 5 472 km; běžný dolet 2 897 km se standardní zásobou paliva a nákladem 1 814 kg pum

### Výzbroj
- 13 × pohyblivý kulomet M2 Browning ráže 12,7 mm
- 7 983 kg pum v trupové pumovnici (kapacita 4 355 kg – zpravidla šest 726 kg pum, nebo osm 454 kg pum, nebo šestnáct 227 kg pum) a dvě 1 814 kg puma na vnějších závěsech